# (5334) Mishima
(5334) Mishima est un astéroïde de la ceinture principale.

## Description
(5334) Mishima est un astéroïde de la ceinture principale. Il fut découvert le 8 février 1991 à Susono par Makio Akiyama et Toshimasa Furuta. Il présente une orbite caractérisée par un demi-grand axe de 2,27 UA, une excentricité de 0,13 et une inclinaison de 7,4° par rapport à l'écliptique.

## Compléments